# Oglasa maculosa
Oglasa maculosa là một loài bướm đêm trong họ Noctuidae.